# John Muirhead Macfarlane
John Muirhead Macfarlane (28 september 1855 – 16 september 1943) was een Schots botanicus.

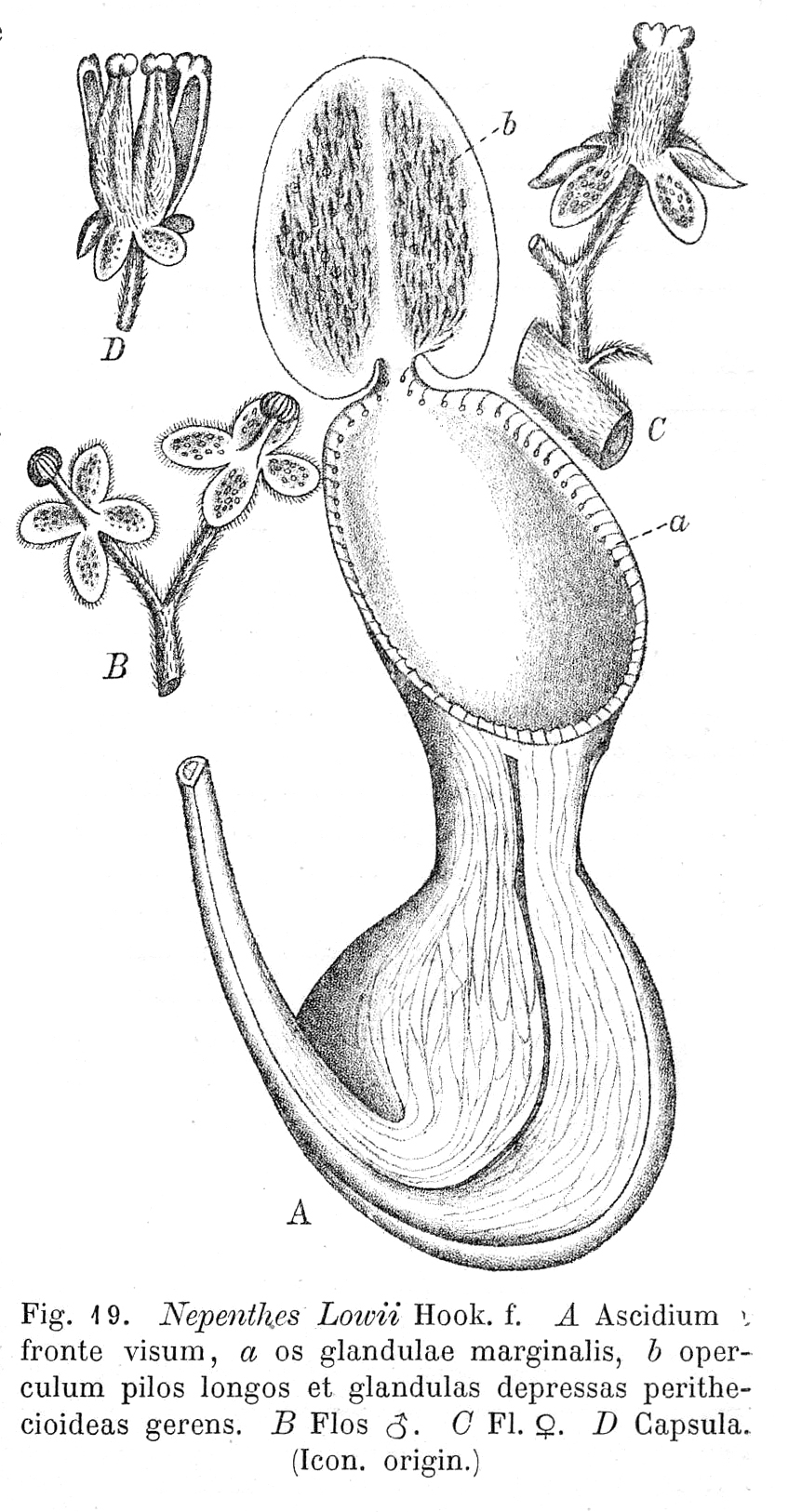
Illustratie Nepenthes lowii door Macfarlane

Macfarlane publiceerde meerdere botanische werken. Bekend is de monografie Nepenthaceae uit 1908. Hierin werd het hele geslacht Nepenthes grondig gereviseerd. Hierbij werden acht soorten voor het eerst beschreven.
- Bibliothèque nationale de France: cb124011986 (data)
- Author citation (botany): Macfarl.
- Gemeinsame Normdatei: 117517046
- International Standard Name Identifier: 0000 0000 8111 2354
- Library of Congress Control Number: nr95016378
- Nationale Bibliotheek van Israël: 987007289207905171
- Nederlandse Thesaurus van Auteursnamen: 130323039
- Istituto Centrale per il Catalogo Unico: LIGV008585
- SNAC: w6wh2qrc
- Système universitaire de documentation: 08589236X
- Virtual International Authority File: 32082868
- WorldCat: E39PBJpYDMpGPMG3GPyBFXrKBP